# Бакс, Арнольд
Сэр А́рнольд Эдуа́рд Тре́вор Бакс KCVO (англ. Arnold Edward Trevor Bax; 8 ноября 1883, Стретем, Южный Лондон, Великобритания — 3 октября 1953, Корк, Ирландия) — британский композитор, дирижёр, пианист и педагог.

## Биография
Родился в традиционной викторианской семье. Отец Альфред Ридли Бакс (англ. Alfred Ridley Bax; 1844—1918), мать Шарлотта Эллен урождённая Леа (англ. Charlotte Ellen, née Lea; 1860—1940). Брат писателя Клиффорда Бакса. В 1890-е годы посещал Хампстедскую консерваторию. В 1900—1905 годах учился в Королевской академии музыки у Фредерика Кордера (композиция) и Тобайаса Маттея (фортепиано). В 1910 году предпринял путешествие по России, где влюбился в Наталью Скаргинскую, ставшую на многие годы его музой. Будучи в Санкт-Петербурге полюбил балет. Тем не менее, вернувшись в 1911 году в Англию, женился на пианистке Эльсите Луисе Собрино (исп. Elsita Luisa Sobrino). Писал музыку к спектаклям и фильмам («Оливер Твист», «Версия Браунинга» и другие). Преподавал в Дублине и Корке. В 1942 году ему присвоено звание Мастер королевской музыки .
В 1992 году британский режиссёр Кен Расселл снял телесериал о композиторе «Тайная жизнь Арнольда Бакса» (роль композитора исполнил сам Рассел).
В октябре 1953 года Бакс внезапно умер от сердечной недостаточности. Он был похоронен на кладбище Святого Финбарра в Корке .

## Сочинения[3]
- Симфония № 1 Ми-бемоль мажор (1922)
- Симфония № 2 Ми минор/До мажор (1926)
- Симфония № 3 (1929)
- Симфония № 4 (1931)
- Симфония № 5 (1932)
- Симфония № 6 (1934)
- Симфония № 7 (1939)
- балет «Король Коята» («Тамара») / King Kojata (Tamara) (1911)
- балет «Между закатом и рассветом» / Between Dusk and Dawn (1917)
- балет «Лягушачья кожа» / The Frog Skin (1918)
- балет «Правда о русских танцовщицах» / The Truth about the Russian Dancers (1920)
- балет «Золотой орёл» / Golden Eagle (1945)